# كأس إسكتلندا 1958–59
كأس اسكتلندا 1958–59 (بالإنجليزية: 1958–59 Scottish Cup)‏ هو موسم من كأس اسكتلندا. فاز فيه نادي بازو الخزان عنبورا.